# Jo Bosma
Johannes (Jo) Bosma (Buitenpost, 17 april 1943 – Lemmer, 21 september 2015) was een  Nederlands politicus van D66.
Hij was veehouder en richtte in 1967 een D66-afdeling op in het Friese Achtkarspelen. Later is hij wethouder geweest in Lelystad. Bosma was  directeur van de NV Luchthaven Lelystad voor hij in juni 1992 burgemeester werd van Lemsterland. Van oktober 2003 tot maart 2004 was hij daarnaast waarnemend burgemeester van Leeuwarderadeel. Rond de jaarwisseling 2005/2006 wist Bosma te voorkomen dat enkele gezinnen met jonge kinderen als uitgeprocedeerde asielzoekers werden uitgezet. In die periode stapte hij vanwege het asielbeleid uit D66 dat toen in de regering zat en bleef partijloos burgemeester tot zijn pensionering in het voorjaar van 2008.
Na de gemeenteraadsverkiezingen van 2010 werd Bosma informateur in Leeuwarderadeel. Bosma werd onderscheiden als Ridder in de Orde van Oranje-Nassau. Hij overleed op 72-jarige leeftijd aan kanker.